# Günyurdu
Günyurdu (türkisch für Sonnenhaus), aramäisch Marbobo, bzw. kurdisch Merbabê, ist ein christlich-aramäisches Dorf im Landkreis Nusaybin der Provinz Mardin im Südosten der Türkei.
Marbobo liegt 25 km östlich von Nusaybin, unweit der alten Seidenstraße, am Fuße des Gebirgszuges Tur Abdin.
Im Ort befindet sich eine alte Höhlenkirche, deren Ursprünge bis ins 3. Jahrhundert zurückreichen, womit diese zu den ältesten Kirchen im Tur Abdin zählt.